# Monte Fitz Roy
O Monte Fitz Roy ou Cerro Chaltén[carece de fontes?] é uma montanha localizada na fronteira do Chile com a Argentina na região da Patagônia.
No lado chileno, está localizado no Sítio Natural Cordilheira do Chaltén do Parque Nacional Bernardo O'Higgins em a Região de Magalhães e Antártica Chilena, e no lado argentino, no Parque Nacional Los Glaciares, bem como no Monumento Natural Provincial Cerro Chaltén, em seu lado norte, tanto na Província de Santa Cruz.
A localidade de El Chaltén , na província de Santa Cruz, é o melhor ponto para começar os trekkings até os mirantes no Monte.
O seu nome é uma homenagem a Robert FitzRoy, capitão do HMS Beagle, navio que levou Charles Darwin em sua viagem ao redor do mundo. Na região também é conhecido por El Chaltén, nome idêntico ao de um povoado.
Apesar de sua altitude relativamente modesta de 3375 metros, o Fitz Roy é considerado por muitos alpinistas profissionais como o maior de todos os desafios do seu esporte, porque suas paredes verticais requerem técnica impecável para serem conquistadas. Ademais, o clima da região é excecionalmente ruim e traiçoeiro — o que já custou a muitos suas vidas.
Além de alpinistas, fotógrafos e outros são atraídos às imediações do Fitzroy pela sua aparência fantástica.
Em janeiro de 2011, o montanhista brasileiro Bernardo Collares morreu ao tentar escalar o monte Fitz Roy.
Em janeiro de 2019, os escaladores brasileiros Fabrício Amaral de Souza (Espírito Santo) e Leandro Iannotta (Minas Gerais) morreram escalando o monte Fitz Roy. 

## Galeria

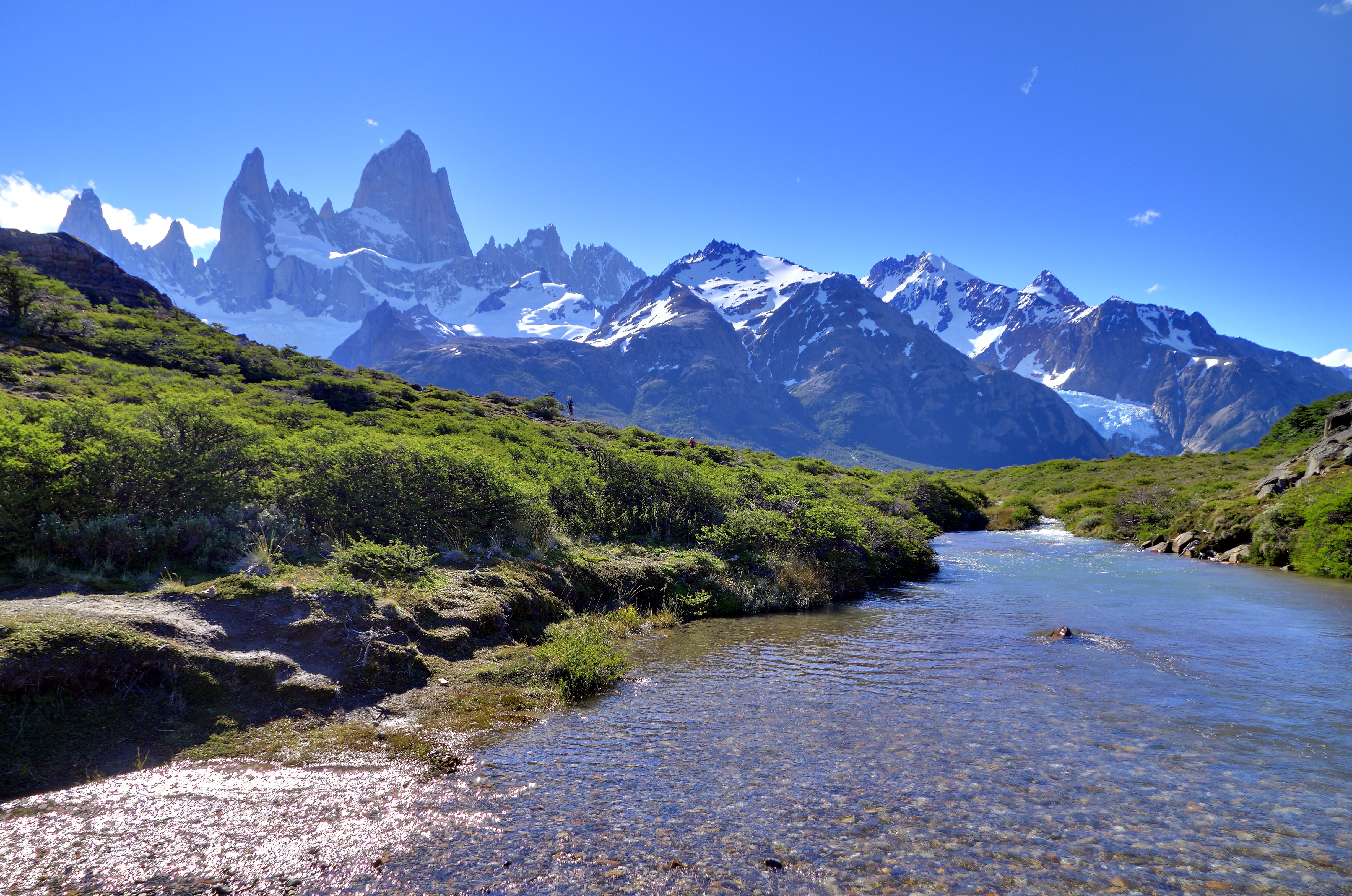
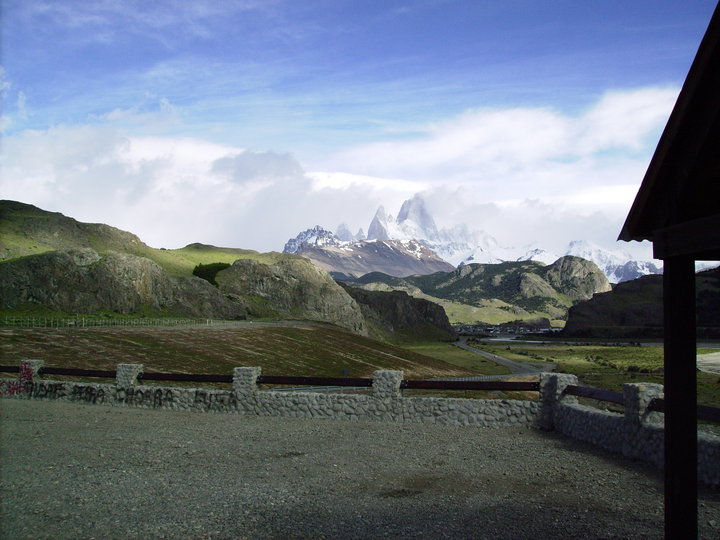
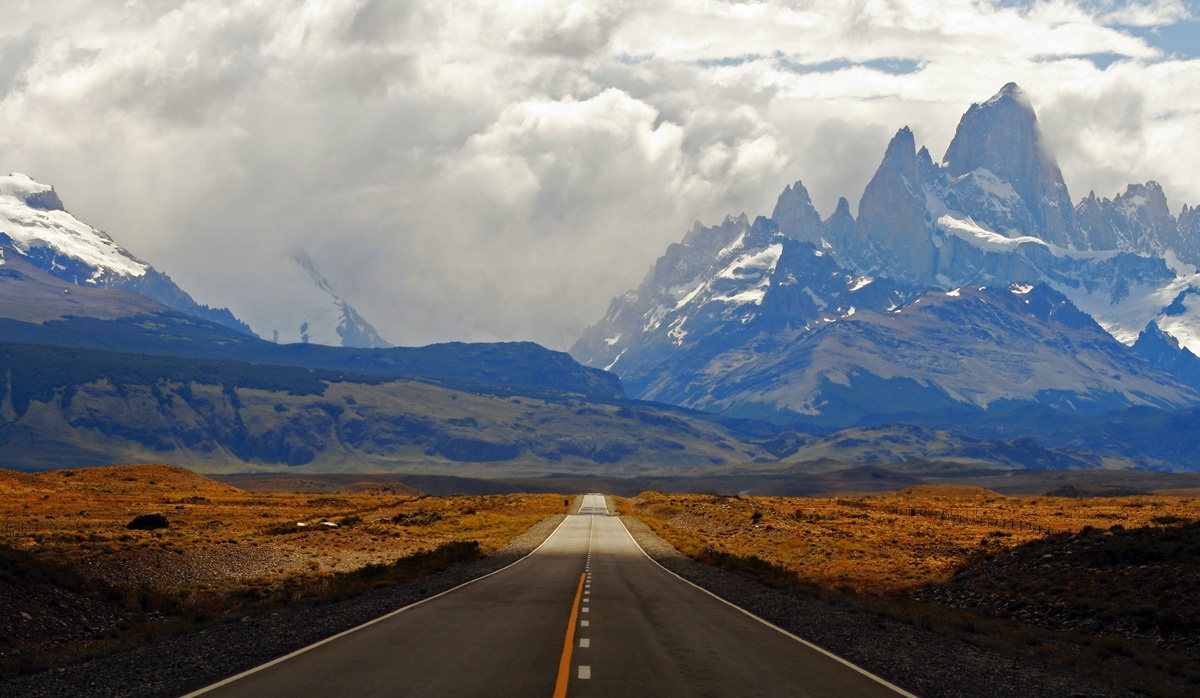
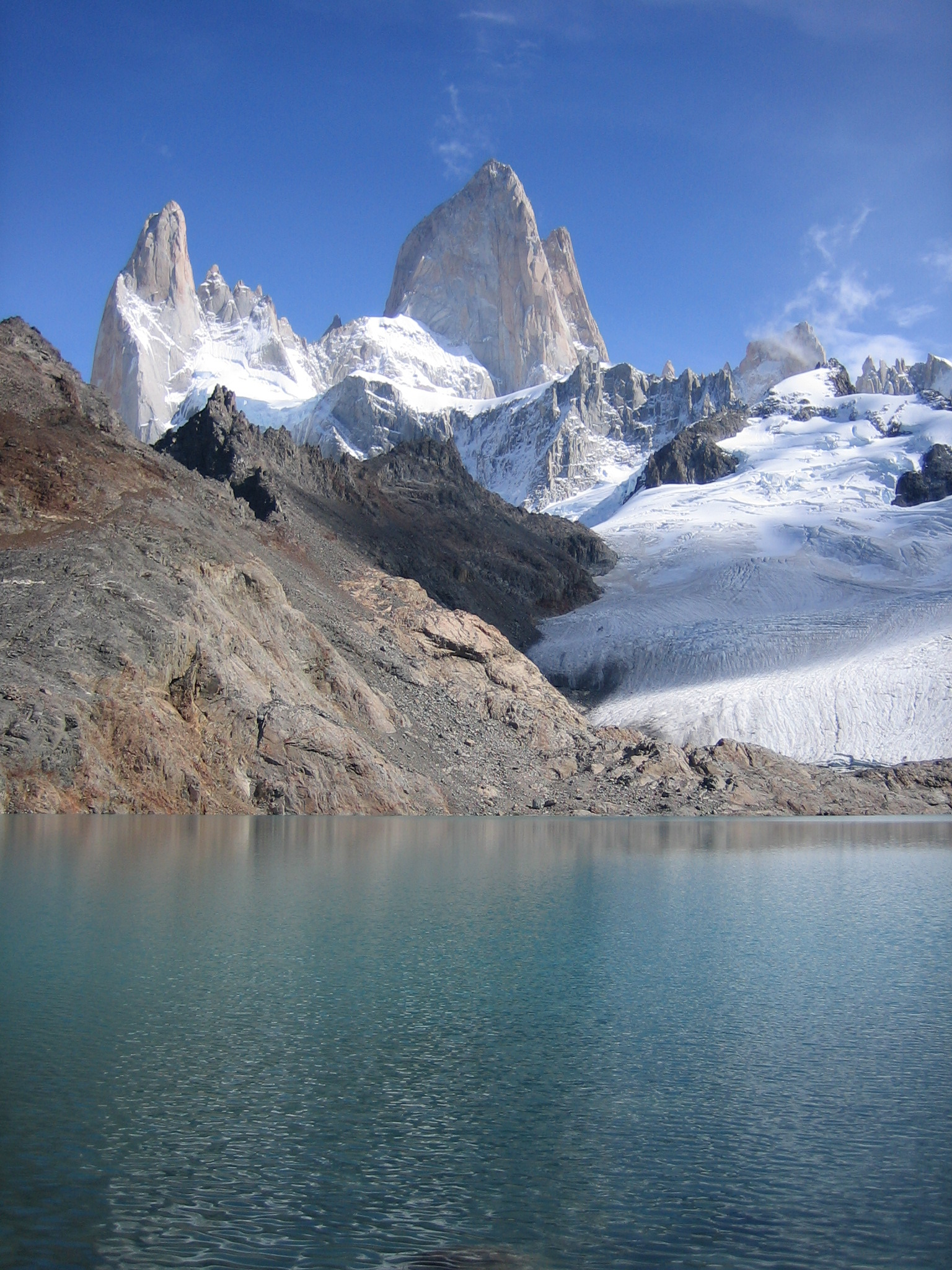
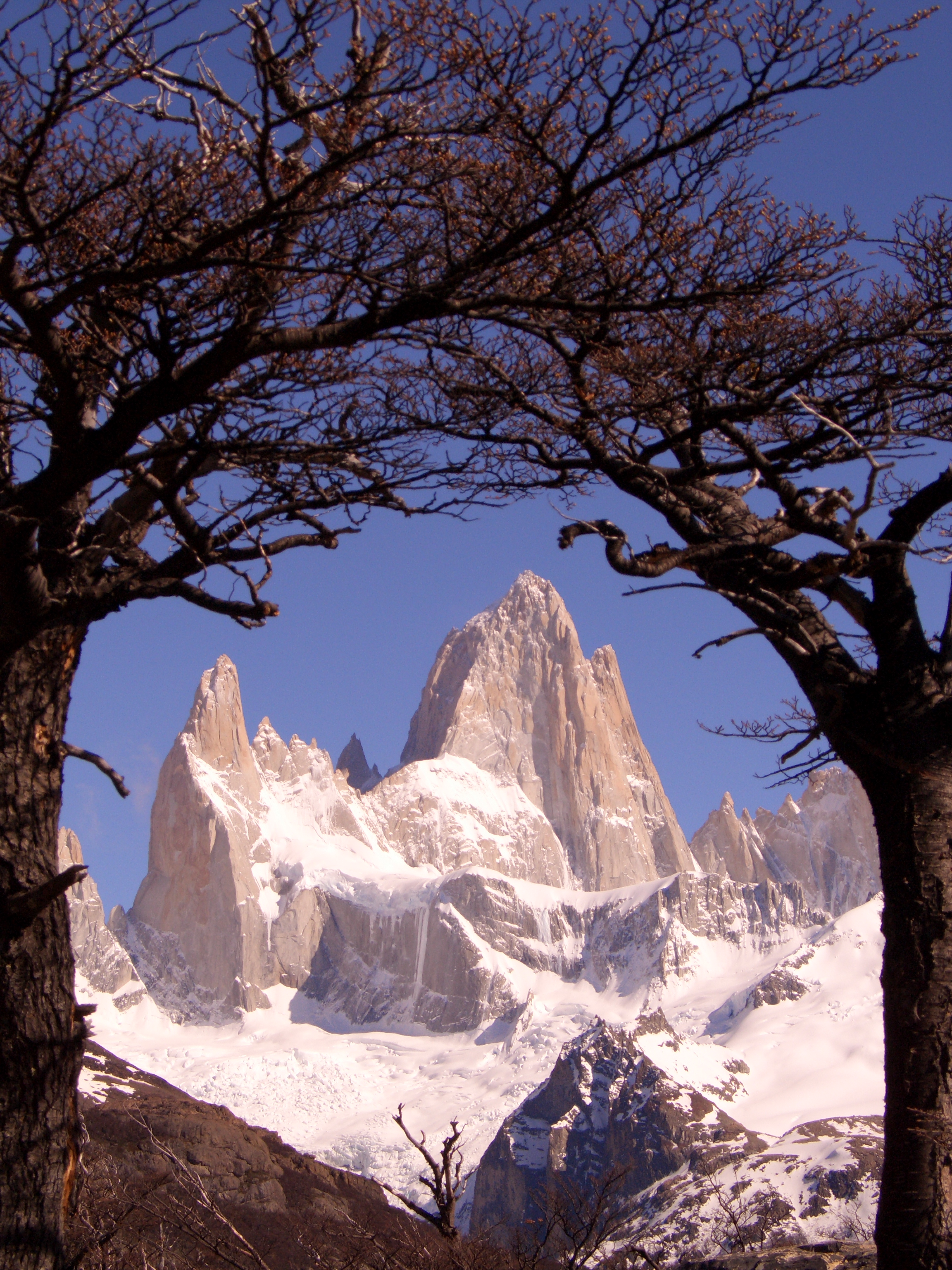